# European Care Certificate
Das European Care Certificate (ECC) ist ein Basiszertifikat für den pflegenahen Sozialbetreuungsbereich. Es wird nach dem erfolgreichen Bestehen einer europaweit vergleichbaren Prüfung verliehen.

## Geschichte des ECC
Das ECC wurde im Rahmen eines vom Programm für Lebenslanges Lernen geförderten Projektes im Jahre 2006 entwickelt. Inzwischen sind in einem Folgeprojekt 13 europäische Länder an der Weiterentwicklung und Verbreitung des ECC beteiligt. 

## Beteiligte Länder
Das ECC wird zurzeit in folgenden Ländern der EU angeboten:
- Belgien
- Bulgarien
- Deutschland
- Irland
- Italien
- Österreich
- Portugal
- Rumänien
- Slowenien
- Tschechische Republik
- Ungarn
- Zypern

Die Beteiligung von Polen und Lettland wird zurzeit vorbereitet.

## Inhalte der Prüfung
Das BESCLO (Basic European Social Care Learning Outcomes) deckt 8 Bereiche in der Sozialbetreuung ab. Diese sind:
1. Die Grundwerte in der Sozialbetreuung
2. Die Lebensqualität der Klienten fördern
3. Umgang mit Risiko
4. Die eigene Rolle als Betreuer verstehen
5. Sicherheit am Arbeitsplatz
6. Positiv und erfolgreich kommunizieren
7. Missbrauch und Vernachlässigung erkennen und darauf reagieren
8. Sich als Mitarbeiter weiterentwickeln

## Ergebnisse
- ECC wurde von verschiedenen Fachschulen für Heilerziehungspflege in bestehende Ausbildungsgänge integriert.
- Berufsbildungswerke für lernbehinderte Jugendliche in Bayern und Baden-Württemberg haben ECC erfolgreich in ihre Angebote im pflegenahen Betreuungsbereich integriert.
- Der Europäische Sozialfonds (ESF) fördert aktuell eine Weiterbildungsmaßnahme für Mitarbeiter ohne Ausbildung in der Alten- und Behindertenhilfe, die mit dem ECC abschließt.
- Ein großer deutscher Schulbuchverlag entwickelt derzeit ein Lehrbuch für den pflegenahen Betreuungsbereich, das die Inhalte des BESCLO einschließt und auf die ECC-Prüfung vorbereitet.